# Quinten Post
Quinten Post (Amesterdão, 21 de março de 2000), é um jogador holandês de basquete profissional que atualmente joga no Golden State Warriors da National Basketball Association (NBA) e no Santa Cruz Warriors da G -League.
Ele jogou basquete universitário por Mississippi State e Boston College e foi selecionado pelos Warriors como a 52 escolha geral no draft da NBA de 2024.

## Início de carreira
Nascido em Amsterdão, Post jogou nas divisões de base do Apollo Amsterdam aos 11 anos. Ele teve um estirão tardio e, antes disso, estava na segunda ou terceira equipe dos juniores de sua faixa etária. Post deixou o esporte por 1,5 ano quando estava na equipe sub-16. Ele voltou a jogar na equipe sub-18, tendo crescido para 2,04 m, e começou novamente na segunda equipe. Post foi promovido para a primeira equipe no ano seguinte e venceu o campeonato nacional sub-18 em 2018 como pivô titular.
Post jogou ao lado de Jesse Edwards do Minnesota Timberwolves, enquanto atuava no Apollo Amsterdam.

## Carreira universitária
Apesar de ter ofertas para jogar pelo Barcelona B na Espanha e pelo Mega Basket na Sérvia, Post optou por jogar basquete universitário nos Estados Unidos. Ele se comprometeu com Mississippi State. Transferiu-se para Boston College após receber pouco tempo de jogo em seu terceiro ano. Em sua última temporada, ele foi nomeado para a Segunda-Equipe e para a Equipe Defensiva da ACC.

## Carreira profissional

### Golden State Warriors (2024–Presente)
Em 27 de junho de 2024, Post foi selecionado pelo Golden State Warriors como a 52ª escolha geral no draft da NBA de 2024. Ele foi o primeiro jogador holandês a ser selecionado em 15 anos, desde Henk Norel em 2009. Posteriormente, foi trocado para o Portland Trail Blazers em uma negociação envolvendo quatro equipes, mas voltou aos Warriors por considerações em dinheiro. Durante uma ligação com seus pais, ele chorou de alegria, mas quando perguntaram para onde ele estava indo, ele admitiu que também não sabia, conforme contou à ESPN Netherlands sobre a noite caótica do draft. Semanas depois, foi apresentado pelos Warriors e escolheu usar o número 21.
Em 26 de setembro de 2024, Post foi contratado em um acordo de duas vias com os Warriors. Em um jogo em 30 de dezembro contra o Cleveland Cavaliers, Post marcou seus primeiros pontos na NBA com uma bandeja.

## Carreira na seleção
Post foi selecionado para o elenco preliminar da Seleção Neerlandesa no EuroBasket de 2022.

## Estatísticas da carreira

### Universitário
| Ano      | Equipe            | PJ  | PT | MPJ  | AP   | 3P   | LL    | RT  | AS  | BR | TO  | PPJ  |
| -------- | ----------------- | --- | -- | ---- | ---- | ---- | ----- | --- | --- | -- | --- | ---- |
| 2019–20  | Mississippi State | 8   | 0  | 2.6  | .375 | .333 | 1.000 | 1.5 | .1  | .0 | .1  | 1.1  |
| 2020–21  | Mississippi State | 31  | 0  | 8.7  | .415 | .250 | .571  | 2.1 | .4  | .3 | .5  | 2.8  |
| 2021–22  | Boston College    | 31  | 11 | 21.4 | .502 | .344 | .721  | 5.4 | .7  | .6 | 1.0 | 9.4  |
| 2022–23  | Boston College    | 19  | 13 | 25.7 | .539 | .426 | .860  | 5.6 | 1.5 | .2 | .9  | 15.1 |
| 2023–24  | Boston College    | 35  | 35 | 31.9 | .514 | .431 | .821  | 8.1 | 2.9 | .9 | 1.7 | 17.0 |
| Carreira | Carreira          | 124 | 59 | 18.0 | .469 | .356 | .794  | 4.5 | 1.1 | .4 | .8  | 9.0  |